# Öffnungsautomat

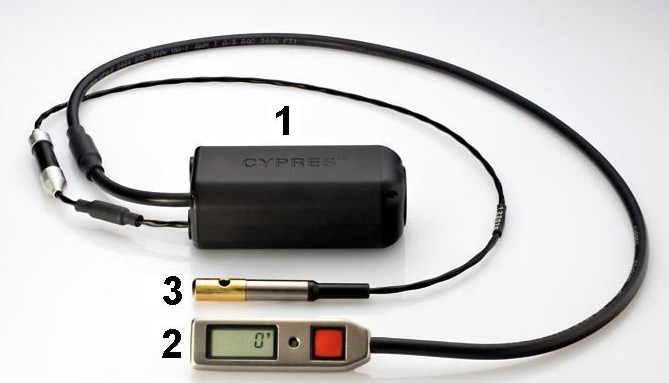
Öffnungsautomat (hier: Airtec Cypres 2)
(1) = Haupteinheit mit Batterie, Mikroprozessor
und Drucksensor
(2) = Bedienteil
(3) = Cutter

Ein Öffnungsautomat (auch automatic activation device (AAD), automatic opening device (AOD) oder Cypres) misst die Fallgeschwindigkeit eines Fallschirmspringers und leitet die Öffnung des Reservefallschirms selbständig ein, falls der Springer unter einer bestimmten Höhe eine bestimmte Fallgeschwindigkeit überschreitet.

## Hintergründe und Geschichte
Nötig wurden Öffnungsautomaten aufgrund zahlreicher Unfälle. So wurden Springer im Freifall durch Kollisionen in der Luft ohnmächtig oder so schwer verletzt, dass sie selbständig nicht mehr den Fallschirm aktivieren konnten. Auch bei Störungen des Fallschirms reagierten die Springer falsch oder vergaßen, während der Behebung des Problems an dem Hauptschirm die Höhe zu kontrollieren. Schlichtweg versäumten Springer in ihrem Freifallprogramm, den Hauptschirm zu aktivieren. Viele Springer, Anfänger und Erfahrene, starben beim Aufprall auf die Erde, obwohl sie eine voll funktionstüchtige Reserve gehabt hatten.
Die ersten daraufhin entwickelten Öffnungsautomaten waren mechanische Geräte mit Druckdose. So das FXC 12000 und KAP–3. Diese waren jedoch oft unzuverlässig und lösten nicht selten falsch oder überhaupt nicht aus. Trotzdem gab es für die damals üblichen am Bauch montierten Reserveschirme frühzeitig elektronische Öffnungsautomaten. So zum Beispiel das weit verbreitete SSE Sentinel. Es zog mit einer pyrotechnischen Ladung den Verschlusspin aus der Reserve.
1991 revolutionierte die Firma Airtec mit einem von Helmut Cloth entwickelten elektronischen Öffnungsautomaten den Markt, der unabhängig vom normalen Auslösesystem funktioniert. Von 1991 bis 2003 wurden allein durch den Cypres-Öffnungsautomaten über 1000 Springer vor meist tödlichen Unfällen bewahrt. Diese hohe Anzahl ist nicht zuletzt auf die mit der Markteinführung steigende Akzeptanz bei Fallschirmspringern zurückzuführen. Während vor dem Cypres nur wenige Fallschirmspringer ein solches System besaßen, ist es heute die Ausnahme geworden, dass ohne ein solches System gesprungen wird. Die modernen elektronischen Öffnungsautomaten haben mittlerweile daher die rein mechanischen Systeme am Markt verdrängt. Diese Entwicklung liegt nicht zuletzt an der weitaus höheren Zuverlässigkeit. So ist beispielsweise bis heute kein Fall bekannt, bei dem ein richtig bedientes System vom Typ Cypres im Notfall nicht ausgelöst hätte.
In Deutschland ist der Einsatz eines Öffnungsautomaten für Sprungschüler, Tandemspringer, AFF-Instruktoren, Freeflyer und Diabetiker verpflichtend. Auch ist auf vielen Sprungplätzen heute ein Öffnungsautomat generell Pflicht.
Cypres ist zwar ein Markenname, hat sich jedoch als Gattungsname für Öffnungsautomaten durchgesetzt.

## Technik

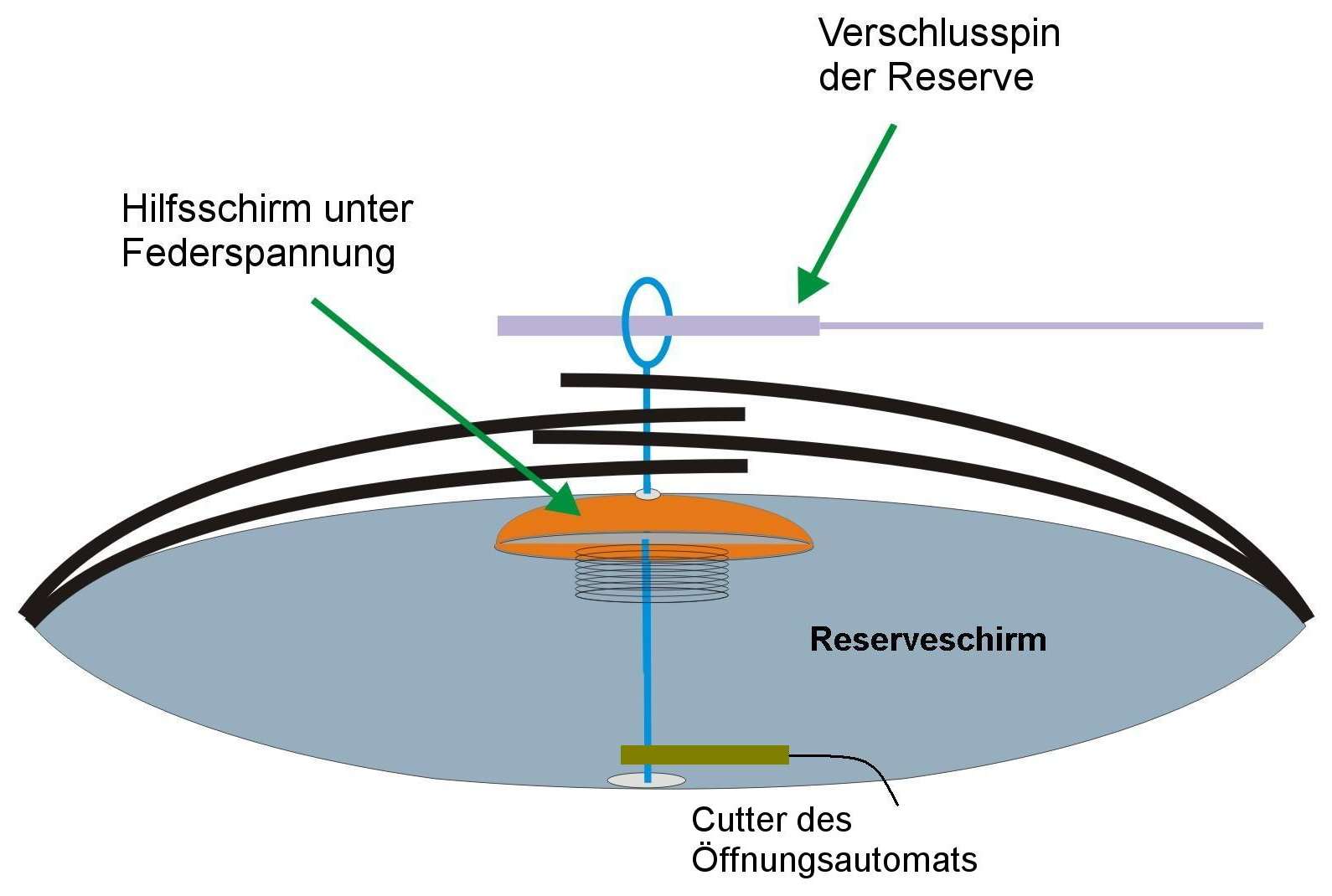
Reservefallschirm mit am Boden montiertem Cutter

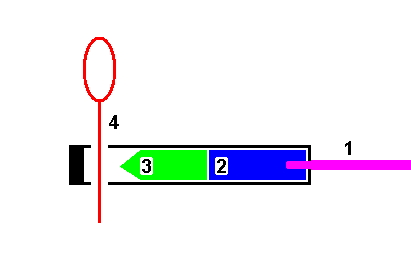
Schematische Darstellung eines Cutters: Nachdem durch das Kabel (1) der elektrische Impuls zur Zündung der Treibladung (2) erfolgt ist, zerschneidet der nach links schnellende Metallbolzen (3) die unter Spannung stehende Verschlussschlaufe (4) des Reservecontainers.

Behandelt wird hier der technische Aufbau eines modernen elektronischen Geräts. Bei anderen und meist älteren Geräten kann dies durch die Entwicklung und den technischen Fortschritt stark abweichen.
Die Schaltzentrale ist zumeist eine Haupteinheit, die unsichtbar im Reservecontainer verbaut ist. Das Bedienteil hat außer zur Bedienung und Statusmeldung für den eigentlichen Ablauf der Vorgänge keine Bedeutung. In der Haupteinheit befindet sich der Drucksensor. Diese Einheit misst beim Springen kontinuierlich die Höhe. Durch die zeitliche Veränderung der Höhe kann die Geschwindigkeit des Springers berechnet werden. Meldet das System eine zu hohe Geschwindigkeit unter einer definierten Auslösehöhe, so geht es von einem Notfall aus. Je nach Hersteller müssen noch weitere Bedingungen erfüllt sein. Danach sendet die Haupteinheit einen elektrischen Impuls an den Cutter, der mit einer pyrotechnischen Zündkapsel betätigt wird. Dieser leitet daraufhin die Öffnungsmechanik des Reservefallschirms ein. Der Cutter durchschneidet dafür die Verschlussschlaufe, mit der der Container des Reservefallschirms verschlossen ist. Somit wird eine zweite Öffnungsmechanik zur Verfügung gestellt, die völlig unabhängig vom normalen manuellen Reserveöffnungssystem arbeiten kann. Dies bietet den Vorteil, dass der Reservecontainer auch bei verklemmten und verbogenen Kabeln oder Pins geöffnet werden kann. Der Hilfsschirm für den Reserveschirm wird danach, da er unter Druck einer gespannten Feder steht, nach außen geschleudert und kann sich entfalten.

## Hersteller und Geräte
| Hersteller                 | Typ                                                  | Art der Messung | Art der Auslösung |
| -------------------------- | ---------------------------------------------------- | --------------- | ----------------- |
| Advanced Aerospace Designs | Vigil                                                | elektronisch    | pyrotechnisch     |
| Airtec                     | Cypres, Cypres 2                                     | elektronisch    | pyrotechnisch     |
| Allan Hewitt               | Guardian                                             | ?               | ?                 |
| FXC Corp                   | Astra                                                | elektronisch    | pyrotechnisch     |
| FXC Corp                   | FXC 12000, FXC 2100                                  | mechanisch      | mechanisch        |
| GQ                         | SAVER                                                | ?               | ?                 |
| Hi Tek                     | Model 8000                                           | mechanisch      | mechanisch        |
| Irvin                      | Hitefinder FF2                                       | ?               | ?                 |
| KAP–3                      | ?                                                    | mechanisch      | mechanisch        |
| LJ Engineering             | AR 2, Model: 451-600, Model: 474-001, Model: 474-003 | mechanisch      | mechanisch        |
| Mars v.s                   | M PAAD                                               | elektronisch    | pyrotechnisch     |
| Osman Iftokear             | Iftikar                                              | ?               | ?                 |
| POIGNON                    | ?                                                    | ?               | ?                 |
| Pretel                     | Score 2000                                           | ?               | ?                 |
| Scott Smith                | Aerotechnics                                         | ?               | ?                 |
| SSE                        | Mars FF3                                             | ?               | ?                 |
| SSE                        | Sentinel Mk2000, Sentinel Mk2100                     | elektronisch    | pyrotechnisch     |